# Grijs (nummer van Nielson)
"Grijs" is een nummer van de Nederlandse singer-songwriter Nielson, dat hij uitbracht onder zijn echte naam Niels Littooij. Het nummer verscheen op zijn gelijknamige ep uit 2021. In 2022 werd het nummer door Jaap Reesema gezongen in het televisieprogramma Beste Zangers. In navolging van de reacties op deze vertolking werd zijn versie op 1 september van dat jaar uitgebracht als single en stond het in 2023 als elfde track op het album Als je voor me staat van Reesema.

## Achtergrond
"Grijs" is geschreven door Nielson onder zijn echte naam Niels Littooij. De bijbehorende ep, eveneens Grijs genaamd, was de eerste muziek die hij in een jaar uitbracht nadat hij een moeilijke periode had meegemaakt; op 10 augustus 2020 overleed zijn neef en beste vriend Nathan aan leukemie. Om zijn verlies te verwerken, schreef hij voor zichzelf een aantal liedjes, die hij in eerste instantie niet bedoeld waren om door het grote publiek beluisterd te worden. Na lang nadenken besloot hij toch om de ep uit te brengen. Hij zei hierover: "Het voelde niet goed om zomaar de draad weer op te pakken alsof er niets gebeurd was." De nummers verschenen wel onder zijn echte naam, omdat ze te persoonlijk waren om deze onder een artiestennaam uit te brengen. De ep werd uitgebracht op 7 juni 2021, wat de 29e verjaardag van Nathan zou zijn geweest. "Grijs" is een van de zes nummers op deze ep. Littooij schreef het nummer niet over zijn neef, maar over zichzelf en zijn eigen rouw. Hij herinnerde eerder al zijn neef met een tatoeage, die grijs van kleur is, wat verwijst naar de tekst van het nummer.
In 2022 deed Nielson mee aan het televisieprogramma Beste Zangers. In de aflevering waarin hij centraal stond werd "Grijs" gezongen door Jaap Reesema. Deze uitvoering maakte indruk bij medekandidaten en kijkers, waarop het als single werd uitgebracht. Dit werd een hit in Nederland, met een zeventiende plaats in de Top 40 en een 21e plaats in de Single Top 100. De single van Reesema heeft in Nederland de gouden status. Volgens Nielson had deze versie zijn succes te danken aan de manier waarop Reesema het nummer benaderde: "Ik heb het geschreven met de blik naar binnen, Jaap heeft het bewerkt met de blik naar buiten." Tijdens het Gouden Televizier-Ring Gala zongen Nielson en Reesema het nummer in een vooraf opgenomen duet vanaf het dak van het Koninklijk Theater Carré. Deze versie werd gebruikt tijdens een montage van televisiemakers die dat jaar waren overleden. In 2023 werd het lied door Marlijn Weerdenburg ten gehore gebracht in The Passion.

## Hitnoteringen
Alle hitnoteringen zijn gehaald door de versie van Jaap Reesema.

### Nederlandse Top 40
| Hitnotering: 17-09-2022 t/m 07-01-2023 | Hitnotering: 17-09-2022 t/m 07-01-2023 | Hitnotering: 17-09-2022 t/m 07-01-2023 | Hitnotering: 17-09-2022 t/m 07-01-2023 | Hitnotering: 17-09-2022 t/m 07-01-2023 | Hitnotering: 17-09-2022 t/m 07-01-2023 | Hitnotering: 17-09-2022 t/m 07-01-2023 | Hitnotering: 17-09-2022 t/m 07-01-2023 | Hitnotering: 17-09-2022 t/m 07-01-2023 | Hitnotering: 17-09-2022 t/m 07-01-2023 | Hitnotering: 17-09-2022 t/m 07-01-2023 | Hitnotering: 17-09-2022 t/m 07-01-2023 | Hitnotering: 17-09-2022 t/m 07-01-2023 | Hitnotering: 17-09-2022 t/m 07-01-2023 | Hitnotering: 17-09-2022 t/m 07-01-2023 | Hitnotering: 17-09-2022 t/m 07-01-2023 | Hitnotering: 17-09-2022 t/m 07-01-2023 | Hitnotering: 17-09-2022 t/m 07-01-2023 | Hitnotering: 17-09-2022 t/m 07-01-2023 |
| Week                                   | 1                                      | 2                                      | 3                                      | 4                                      | 5                                      | 6                                      | 7                                      | 8                                      | 9                                      | 10                                     | 11                                     | 12                                     | 13                                     | 14                                     | 15                                     | 16                                     | 17                                     |                                        |
| -------------------------------------- | -------------------------------------- | -------------------------------------- | -------------------------------------- | -------------------------------------- | -------------------------------------- | -------------------------------------- | -------------------------------------- | -------------------------------------- | -------------------------------------- | -------------------------------------- | -------------------------------------- | -------------------------------------- | -------------------------------------- | -------------------------------------- | -------------------------------------- | -------------------------------------- | -------------------------------------- | -------------------------------------- |
| Nummer                                 | 34                                     | 26                                     | 23                                     | 21                                     | 20                                     | 19                                     | 17                                     | 17                                     | 20                                     | 22                                     | 23                                     | 30                                     | 36                                     | 37                                     | 38                                     | 40                                     | 40                                     | uit                                    |

### Single Top 100
| Hitnotering: 10-09-2022 t/m heden | Hitnotering: 10-09-2022 t/m heden | Hitnotering: 10-09-2022 t/m heden | Hitnotering: 10-09-2022 t/m heden | Hitnotering: 10-09-2022 t/m heden | Hitnotering: 10-09-2022 t/m heden | Hitnotering: 10-09-2022 t/m heden | Hitnotering: 10-09-2022 t/m heden | Hitnotering: 10-09-2022 t/m heden | Hitnotering: 10-09-2022 t/m heden | Hitnotering: 10-09-2022 t/m heden | Hitnotering: 10-09-2022 t/m heden | Hitnotering: 10-09-2022 t/m heden | Hitnotering: 10-09-2022 t/m heden | Hitnotering: 10-09-2022 t/m heden | Hitnotering: 10-09-2022 t/m heden | Hitnotering: 10-09-2022 t/m heden | Hitnotering: 10-09-2022 t/m heden | Hitnotering: 10-09-2022 t/m heden |
| Week                              | 1                                 | 2                                 | 3                                 | 4                                 | 5                                 | 6                                 | 7                                 | 8                                 | 9                                 | 10                                | 11                                | 12                                | 13                                | 14                                | 15                                | 16                                | 17                                | 18                                |
| --------------------------------- | --------------------------------- | --------------------------------- | --------------------------------- | --------------------------------- | --------------------------------- | --------------------------------- | --------------------------------- | --------------------------------- | --------------------------------- | --------------------------------- | --------------------------------- | --------------------------------- | --------------------------------- | --------------------------------- | --------------------------------- | --------------------------------- | --------------------------------- | --------------------------------- |
| Nummer                            | 25                                | 26                                | 27                                | 27                                | 27                                | 21                                | 23                                | 26                                | 26                                | 25                                | 27                                | 30                                | 32                                | 52                                | 55                                | 67                                | 92                                | 34                                |
| Week                              | 19                                | 20                                | 21                                | 22                                | 23                                | 24                                | 25                                | 26                                | 27                                | 28                                | 29                                | 30                                | 31                                | 32                                | 33                                | 34                                | 35                                | 36                                |
| Nummer                            | 35                                | 55                                | 65                                | 64                                | 61                                | 70                                | 73                                | 66                                | 78                                | 75                                | 79                                | 77                                | 75                                | 65                                | 82                                | 80                                | 96                                | 91                                |

### NPO Radio 2 Top 2000
| Nummer met noteringen in de NPO Radio 2 Top 2000 | '22 | '23 | '24 |
| ------------------------------------------------ | --- | --- | --- |
| Grijs                                            | 598 | 280 | 324 |

1. ↑  Een vetgedrukt getal geeft de hoogste notering aan.
2. ↑  2022 was het eerste jaar met een notering voor dit nummer.